# Maurice Rancès
Frédéric-Maurice Rancès, parfois surnommé Papa Maurice par de jeunes élèves ou de jeunes sportifs, né le 14 décembre 1868 à Saintes (Charente-Maritime) d'une famille d'origine bretonne et décédé fin février 1935 à 66 ans, est notamment un dirigeant sportif français, enseignant de langues vivantes et modernes.

## Biographie
Élève à La Sorbonne en langues vivantes (et vice-président de l'association des étudiants en 1892), il fut l'un des tout premiers élèves d'Alexandre Beljame. Rapidement licencié puis agrégé (notamment d'anglais, en 1893), il partit exercer dans l'enseignement à Toulon, puis à Rouen les langues modernes, avant d'être appelé au lycée Condorcet. Il y posa sa candidature au Conseil supérieur d'administration cinq ans après son arrivée, s'y consacrant durant vingt ans en tant que représentant des langues vivantes.
Il enseigna également à l'École polytechnique, à l'École d'application du génie maritime (l'anglais), et fut examinateur d'entrée pour l'École navale.
En 1909, il présida le Congrès international des professeurs de langues vivantes.
Durant le premier conflit mondial, il établit la liaison entre l'état-major anglais de la base de Rouen et l'état-major français, en qualité d'officier interprète.
Il quitta son poste d'enseignant à Condorcet en 1929, après y avoir professé dès 1904.
Il consacra une partie de sa retraite à la traduction française de romans anglais, un autre de ses plaisirs étant alors d'assister à des matchs de football ou de rugby, prestigieux ou non.
Il fut marié à Blanche Kœll jusqu'en 1907, de laquelle il eut une fille.

## Distinctions
- Officier de la Légion d'honneur;
- Croix militaire;
- Président de l'Association des professeurs de langues vivantes;
- Président de la Fédération internationale de tennis en 1926 puis en 1930;
- Vice-président de la Fédération française de tennis;
- Vice-président du Stade français.